# Ager Aketxe Barrutia
Ager Aketxe Barrutia (nascut el 30 de desembre de 1993) és un futbolista professional basc. Juga com a migcampista al Reial Saragossa.
Va començar la seva carrera amb l'Athletic Club, va passar a representar tant el primer com el segon equip i va fer 34 aparicions oficials amb el primer.
El 2014 l'entrenador Ernesto Valverde va decidir incorporar-lo a la plantilla del primer equip de l'Athletic Club. També va competir professionalment a l'estrangera la Major League Soccer, amb el Toronto FC.

## Palmarès
- 1 Supercopa d'Espanya: 2015